# Elmyr de Hory
Elmyr de Hory (Budapest, 14 aprile 1906 – Ibiza, 11 dicembre 1976) è stato un pittore e falsario ungherese.

## Biografia
La maggior parte delle informazioni relative ai primi anni di vita di de Hory potrebbero essere tratte dagli scritti dell'americano Clifford Irving, egli stesso truffatore ed autore della prima biografia sul falsario ungherese. Elmyr ha sostenuto di essere nato in una famiglia aristocratica e che i suoi genitori hanno divorziato quando lui aveva 16 anni per lasciarlo in mano alle sue governanti. Elmyr ha sicuramente studiato pittura classica a Monaco di Baviera e nel 1926 si è trasferito a Parigi. Dopo essere tornato in Ungheria, è stato arrestato come dissidente politico. Dopo essere stato nuovamente fatto prigioniero per essere ebreo ed omosessuale in un campo di concentramento a Berlino, è fuggito dalla Germania per trasferirsi definitivamente in Francia dove ha cercato di guadagnarsi da vivere con la pittura.
Ha quindi iniziato a copiare le opere di importanti artisti. Nel 1946 ha venduto la sua prima riproduzione, di un quadro di Picasso, ad una donna inglese che lo aveva scambiato per l'originale. Così, grazie alla sua straordinaria capacità di copiare le opere di pittori noti, è riuscito a vendere copie di famosissimi quadri a prezzi esorbitanti. 
Il suo mercante d'arte si chiamava Jacques Chamberlin. I due si sono spostati in tutta Europa, negli Stati Uniti ed in Sud-America per vendere i falsi. Le sue opere hanno incluso falsi di Matisse, Modigliani e Renoir. Nel momento in cui i sospetti sulla sua attività si stavano intensificando, ha adottato diversi pseudonimi e ha lavorato per corrispondenza. Nel corso del 1950 si stabilì a Miami.
Solo nel 1955 a Chicago è stato scoperto dopo aver venduto numerosi falsi ad un'asta. Nei suoi confronti quindi è scattata una denuncia e una causa federale. A quel punto Elmyr si è trasferito a Città del Messico, dove è stato interrogato e arrestato, non per le sue frodi artistiche, ma per quanto riguarda il suo collegamento con il sospetto omicidio di un uomo britannico. Elmyr è riuscito a pagare spese legali esorbitanti e a tornare negli Stati Uniti. A quel punto è caduto in uno stato di depressione. Ha continuato a lottare con i suoi problemi di salute accanto al compagno Fernand Legros. Nel 1962 è rientrato in Europa, ad Ibiza. Solo nel 1964 si è stancato del business falso quando ben presto molti esperti lo smascheravano. Dopo alcuni mesi di carcere ha raccontato la sua storia a Clifford Irving, che ha scritto la sua biografia.

## Influenze culturali
- La vita di de Hory è in parte descritta dal film-documentario F come falso di Orson Welles, datato 1974.
- La canzone di Caparezza Teste di Modì, inserita nell'album Museica (2014), è ispirata a Ritratto di Jeanne Hébuterne di Elmyr de Hory.[1]